# Euphronia guianensis
Euphronia guianensis là một loài thực vật có hoa trong họ Euphroniaceae. Loài này được (R.H.Schomb.) Hallier f. mô tả khoa học đầu tiên năm 1918.